# Lebertia ontarioensis
Lebertia ontarioensis är en kvalsterart som beskrevs av Marshall 1929. Lebertia ontarioensis ingår i släktet Lebertia och familjen Lebertiidae. Inga underarter finns listade i Catalogue of Life.